# Иберо-американский саммит

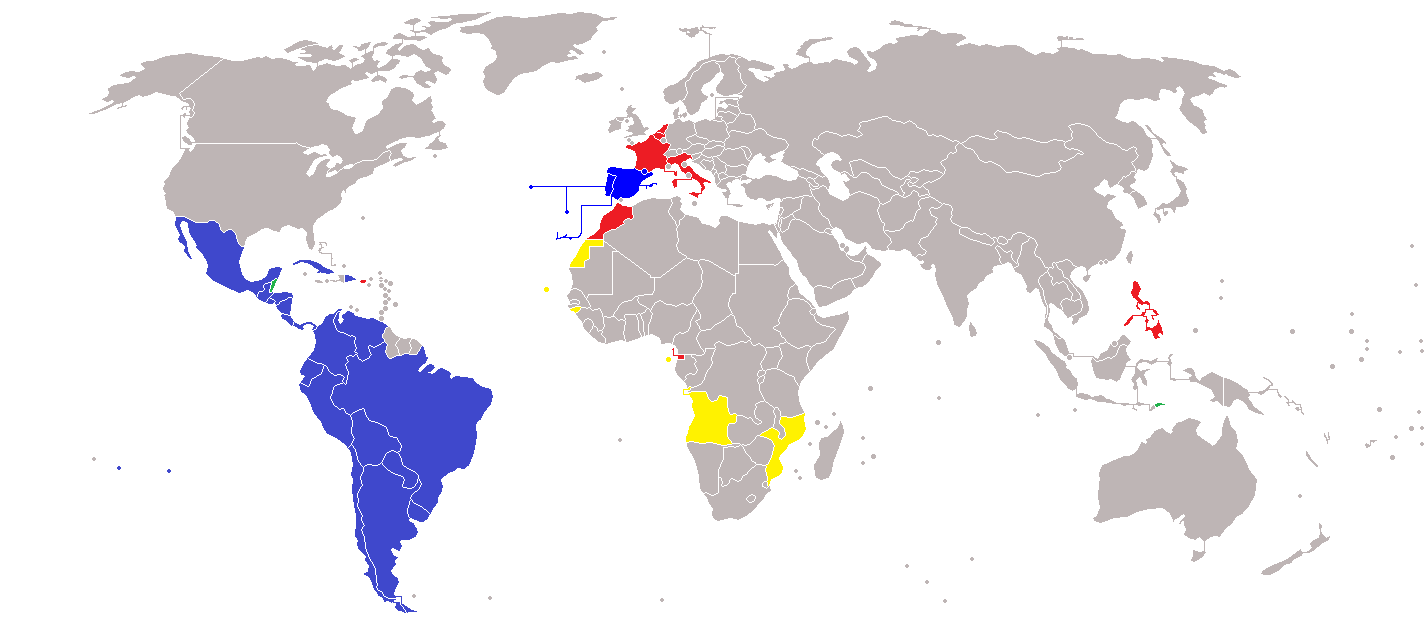
Страны-участники Иберо-американского саммита
Полное членство - Americas
Полное членство - Europe
Ассоциированное членство
Возможные будущие страны-члены
Страны, подавшие заявку на членство

Иберо-американский саммит (проводится с 1991 года) — ежегодный съезд президентов и других представителей более чем 20 государств, так или иначе связанных с иберо-романской культурой. До недавнего времени в саммите участвовали, в основном, представители испано- и португалоязычных стран Европы и Латинской Америки. Саммит проводится ежегодно в течение двух дней. Место проведения постоянно меняется. Организацией саммита занимается так называемая «иберо-американская конференция» с участием ряда суверенных государств Латинской Америки и части Латинской Европы, в которых функционируют иберо-романские языки: испанский и португальский.

## Членство

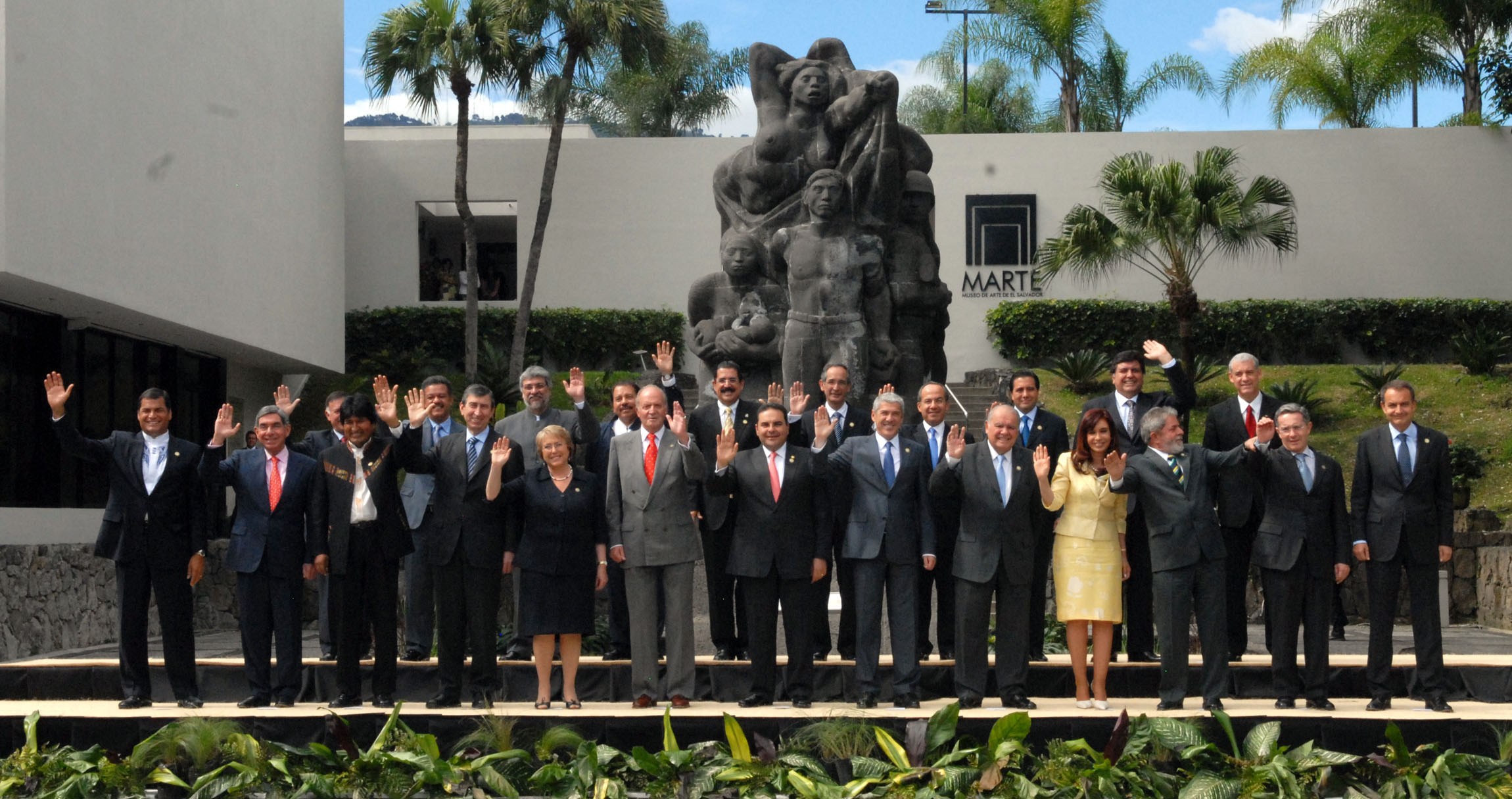
Главы иберо-американских государств на XVIII-ом саммите, Сальвадор, 2008

В Иберо-американскую конференцию входят: Андорра, Аргентина, Боливия, Бразилия, Колумбия, Коста-Рика, Куба, Чили, Доминиканская Республика, Эквадор, Сальвадор, Гватемала, Гондурас, Мексика, Никарагуа, Панама, Парагвай, Перу, Португалия, Пуэрто-Рико, Испания, Уругвай и Венесуэла. В 2009 статус ассоциированных членов получили Филиппины и Экваториальная Гвинея, подавшие заявку ещё в 2001 году. Заявку также подали Восточный Тимор, в котором после 2002 года в официальной укрепился португальский язык, не являющийся обычно родным, и Белиз, население которого всё больше испанизируется, хотя исторически он являлся англоязычной колонией. Свой интерес к саммиту выражают также и другие страны Латинской Азии и Латинской Африки. Среди них Марокко, Западная Сахара, Ангола, фактически ставшая португалоязычной на всех уровнях во второй половине XX века и др.

## Цели и задачи
- Обсуждение насущных задач развития латиноамериканских стран, традиционно страдающих от хронической бедности, низкого уровня развития, колониальной эксплуатации, высокого уровня неграмотности и др.
- Проблемы молодёжи.
- Проблемы демократии и глобализации.
- Проблемы миграции (приток латиноамериканцев в Испанию и Португалию)
- Проблемы экономического характера и взаимодействие (деятельность испанских компаний Эндеса, Телефоника и др. в странах Латинской Америки).
- Снятие торгового эмбарго США с республики Куба.

## Критика
- Обвинения в высокомерном отношении со стороны бывших метрополий (в особенности Испании), которая сумела улучшить своё экономическое положение во второй половине XX века за счёт членства в Евросоюзе, НАТО и др. структурах.
- Расплывчатый, декларативный или же чисто символический характер саммита.

## Инциденты
На очередном иберо-американском саммите 10 ноября 2007 года король Испании Хуан Карлос не совсем этично («тыкая») предложил венесуэльскому президенту Уго Чавесу «заткнуться», произнеся по-испански знаменитую фразу: ¿Por qué no te callas? («Почему бы тебе не замолчать?»)